# Neo-Geo X
La Neo-Geo X est une console portable fabriquée par la société Tommo, sous licence SNK Playmore (SNK Playmore USA). Cette console permet de jouer aux jeux Neo-Geo (MVS, AES et CD). La console est sortie le 18 décembre 2012. La console ne reproduit pas techniquement le système Neo-Geo, mais est conçu sur une base Linux et utilise un émulateur pour faire fonctionner les jeux ; un choix technique qui va amener piratages et complications. De ce fait, SNK Playmore stoppe l'accord de licence avec Tommo le 2 décembre 2013, mais  Tommo conteste cette rupture et continue la distribution. La console a reçu un très mauvais accueil de la part de la communauté de fans de Neo-Geo.

## Description
En 2012, SNK Playmore (branche américaine) passe un partenariat avec Tommo pour créer la console portable Neo-Geo X,. Sortie le 18 décembre 2012 dans le pack « Neo Geo X Gold Limited Edition », elle permet de jouer aux jeux originaux sortis sur le système Neo-Geo MVS et AES. Elle est livrée avec 20 jeux originaux Neo-Geo pré-installés et des jeux supplémentaires sont disponibles sur cartouches de jeu (NEO-GEO X Mega Pack Volume 1 et NEO-GEO X Classics Volume 1 à 5). La Neo-Geo X devient console de salon par l'intermédiaire du slot Neo-Geo X Gold, il suffit d'insérer la Neo-Geo X dans le support pour jouer sur n'importe quel écran de télévision. Dans le pack figure également une réplique du joystick Neo-Geo AES.
Cependant, la console utilisant une base de Linux et l'émulateur FB Alpha pour faire fonctionner les jeux Neo-Geo, a été piratée très rapidement, très facilement, et de plusieurs manières.
Dans un premier temps, il est possible de jouer à n'importe quel jeu Neo-Geo, c'est-à-dire charger n'importe quelle rom et d'y jouer. La console ne possédant pas de protection contre la copie de sa mémoire, il suffit de charger une rom à la place de la mémoire originale pour jouer au jeu de son choix.
Peu de temps après, une deuxième manière de pirater la console est dévoilée (branchement vers un PC via un câble, puis hackage), permettant de jouer à plusieurs autres consoles de jeux, comme les Nintendo Nes, Super Nintendo, Game Boy Advance, Game Boy Color, les Sega Mega Drive, Master System, l'Atari 2600, la Sony PlayStation, et en arcade, le Capcom CPS1 et CPS2 et bien sûr toutes rom Neo-Geo MVS ou AES.
Moins d'un an après le lancement de la console, le 2 octobre 2013, SNK Playmore décide de stopper son partenariat avec Tommo (qui n'en est pas à ses premiers déboires judiciaires) à cause du piratage de la console, ,,,. Malgré plusieurs injonctions répétées de la part de SNK Playmore, le 8 octobre 2013, Tommo réfute la rupture de licence déclarée par SNK Playmore et continue ses activités prévues jusqu'en 2016,,. Début 2016, le site officiel NEOGEO X (http://tommo.com) est fermé, ce qui confirme la fin de cette console au niveau du suivi.

## Spécification technique

### Système d'exploitation
- Linux

### Logiciel
- Émulateur FB Alpha

## Liste de jeux

### Jeux préinstallés
- 3 Count Bout
- Alpha Mission II
- Art of Fighting
- Baseball Stars 2
- Cyber-Lip
- Fatal Fury
- Fatal Fury Special
- The King of Fighters '95
- King of the Monsters
- Last Resort
- League Bowling
- Magician Lord
- Metal Slug
- Mutation Nation
- NAM-1975
- Puzzled
- Real Bout Fatal Fury Special
- Samurai Shodown II
- Super Sidekicks
- World Heroes Perfect

Ninja Master's est inclus en jeu bonus sur une card SD dans l'édition Gold.

### Jeux officiels
D'autre jeux sont sorties en plusieurs volume, aussi en format SD.
Volume 1 :
- Metal Slug 2
- Sengoku
- Top Hunter

Volume 2 :
- Samurai Shodown III
- Savage Reign
- Super Sidekicks 3

Volume 3 :
- The King of Fighters '96
- Blazing Star
- Kizuna Encounter

Volume 4 :
- Garou: Mark of the Wolves
- Shock Troopers
- World Heroes 2 Jet

Volume 5 :
- The Last Blade
- Blue's Journey
- Art of Fighting 3

### Jeux non officiels
Le piratage de la console permet de jouer à toutes rom Neo-Geo MVS, CD ou AES ainsi qu'aux consoles Nintendo Nes, Super Nintendo, Game Boy Advance, Game Boy Color, les Sega Mega Drive, Master System, l'Atari 2600, la Sony PlayStation, et en arcade, le Capcom CPS1 et CPS2.